# Хертвиг Екбрехт фон Дюркхайм Млади
Хертвиг Екбрехт фон Дюркхайм Млади (на немски: Hertwig (d.J.) Eckbrecht von Dürckheim; † 29 април 1446/14 май 1451) е благородник от старата благородническа фамилия Дюркхайм в Рейнланд-Пфалц.

## Произход
Той е син на рицар Хертвиг Екбрехт фон Дюркхайм († сл. 1393) и втората му съпруга Вибел фон Монфор († сл. 1403). Внук е на Хайнрих Екбрехт фон Дюркхайм († сл. 1347) и съпругата му фон Хиршберг. Правнук е на рицар Екбрехт фон Дюркхайм († сл. 1307). Брат е на Куно фон Дюркхайм († 1467/1471) и полубрат на рицар Екбрехт Екбрехт фон Дюркхайм († 1448/1450), Алхайм Екбрехт фон Дюркхайм († 1451/1452), Хертвиг (Стари) Екбрехт фон Дюркхайм († сл. 1444) и Хенехин Екбрехт фон Дюркхайм († сл. 1447).

## Фамилия
Хертвиг Екбрехт фон Дюркхайм Млади се жени за Аделхайд Крантц фон Гайзполцхайм († сл. 1447). Те имат пет деца:
- Петер Екбрехт фон Дюркхайм († 19 септември 1484)
- Лудвиг Екбрехт фон Дюркхайм († сл. 1479)
- Хертвиг Екбрехт фон Дюркхайм (* пр. 1483; † 20 февруари 1505/5 януари 1506), рицар, женен за Клеменция фон Флекенщайн (пр. 1483 – пр. 1505), дъщеря на Йохан (Ханс) фон Флекенщайн († 1483)
- Ханс Екбрехт фон Дюркхайм-Кранц († 1503/20 февруари 1505), женен I. за фон Краних фон Кирххайм, II. пр. 1477 г. за Урсула фон Хохфелден († 24 август 1536)
- Анна Екбрехт фон Дюркхайм († сл. 1489)